# Epicentro

Diagrama mostrando a relação entre o epicentro e o hipocentro (foco) de um sismo.

O epicentro (do grego antigo epikentros (ἐπίκεντρος), "situado no centro" de um  terremoto é o ponto da superfície da Terra que está exatamente acima do foco ou hipocentro do terremoto.

## Etimologia
A palavra deriva de Neolatim epicentrum, a latinização do adjetivo em língua grega antiga ἐπίκεντρος (epikentros), "ocupando um ponto principal, situado no centro", de ἐπί (epi) "sobre, em cima, em" e κέντρον (kentron) "centro".

## Característica
A zona em redor do epicentro é normalmente a mais afetada pelo abalo sísmico. No entanto, esta observação nem sempre é verdadeira, principalmente se este ponto se localizar no mar ou em zonas desabitadas e o sismo não provocar estragos. Outro fator que influencia é a profundidade do hipocentro do sismo, segundo o Grupo de Sismologia do Instituto de Astronomia, Geofísica e Ciências Atmosféricas da USP.[carece de fontes?]